# International Arthurian Society
De International Arthurian Society (IAS) is een studiegroep die gespecialiseerd is in Arthur-legendes .
De vereniging werd opgericht in 1948 in Quimper tijdens het tweede Arthuriaance Congres, onder impuls van Jean Frappier, Roger Sherman Loomis en Eugène Vinaver. De deelenmers aan het congres stelden vast dat de studie van de Arthuriaanse literatuur en de Matière de Bretagne steeds meer een zelfstandige discipline werd en dat internationale coördinatie wenselijk was.
De IAS heeft drie hoofddoelstellingen:
1. De organisatie van een driejaarlijks congres, met werksessies (papers gevolgd door discussies) en excursies.
2. De uitgave van een Bibliografisch Bulletin, dat de leden ook elk jaar op de hoogte brengt van de activiteiten van het vereniging.
3. Het onderhoud van een Arthuriaans Documentatiecentrum in Parijs met een bibliotheek en bibliografisch materiaal.

Oorspronkelijk had de vereniging drie afdelingen: een Amerikaanse, een Britse en een Franse. Een Belgische afdeling werd in 1950 opgericht door Paul Remy.
In 2020 bestaat de IAS uit Britse, Noord-Amerikaanse, Franse, Duitse, Ierse, Zwitserse, Nederlandse, Spaanse (Latijns-Amerikaans, Portugees en Spaans), Italiaanse, Japanse, Scandinavische, Roemeense afdelingen, en een afdeling in Australië en Nieuw-Zeeland. De vereniging heeft daarnaast correspondenten in Finland, Hongarije, Israël en Rusland.

## Voorzitters
- Jean Frappier (1948-1965)
- Eugène Vinaver (1966-1968)
- Wilhelm Kellermann (1969-1971)
- Helaine Newstead (1972_1974)
- Lewis Thorpe (1975-1977)
- Maurice Delbouille (1978)
- Armel H. Diverses (1979-1980)
- Charles Foulon (1981-1983)
- Norris J. Lacy (1984-1986)
- Elspeth Kennedy (1987-1990)
- Friedrich Wolfzettel (1991-1993)
- Anna Maria Finoli (1994-1996)
- Philippe Menard (1997-1999)
- Jane HM Taylor (2000-2002)
- Bart Besamusca (2003-2005)
- Peter Field (2006-2008)
- Christine Ferlampin-Acher (2009-2011)
- Keith Busby (2012-2014)
- Cora Dietl (2015-2017)
- Andrew Lynch (2017-)